# Marleen De Meyer
Marleen De Meyer (19 oktober 1975) is een Belgische egyptologe. Zij is adjunct-directeur van het Nederlands-Vlaams Instituut in Caïro en wetenschappelijk medewerker bij de Katholieke Universiteit Leuven. In haar functie bij het NVIC is zij verantwoordelijk voor het studieprogramma "Egyptologie in het veld" dat het instituut jaarlijks organiseert voor MA-studenten egyptologie. Bij de KU Leuven is De Meyer wetenschappelijk onderzoeker en universitair docent egyptologie.
De Meyer volgde haar middelbareschoolopleiding aan het Instituut Spijker. Daarna studeerde zij egyptologie aan de KU Leuven bij Jan Quaegebeur en Harco Willems.
Sinds haar studietijd is zij betrokken bij het archeologisch onderzoek van de KU Leuven in het grafveld van Dayr al-Barsha. Dit project werd geïnitieerd door Harco Willems, vanaf 1988 vanuit de Universiteit Leiden en sinds 2002 vanuit de KU Leuven; De Meyer is co-director. Verder is zij mede-initiator en teamlid van "Pyramids and Progress. Belgian Expansionism and the Making of Egyptology, 1830-1952", een onderzoeksproject gefinancierd met een EOS-subsidie van FWO en F.R.S.-FNRS (2018-2022).
- Gemeinsame Normdatei: 1081253770
- International Standard Name Identifier: 0000 0000 3381 962X
- Library of Congress Control Number: n2003060367
- Nationale Bibliotheek van Israël: 987007260343705171
- Réseau des bibliothèques de Suisse occidentale: 02-A011033046
- Système universitaire de documentation: 083340408
- Virtual International Authority File: 214208383